# Anodonthyla montana
Anodonthyla montana es una especie  de anfibios de la familia Microhylidae.

## Distribución geográfica
Se encuentra en Madagascar.